# Patient UK
 (août 2019).
Patient UK est une société subsidiaire d'EMIS Health lancée en 1997 comme un annuaire de sites web du Royaume-Uni fournissant des informations médicales.
L'entreprise est principalement connue par son site web Patient.info, un site web fournissant des informations sur la santé, le mode de vie, les maladies et d'autres sujets médicaux.
En 2013, le site web apparaît dans le top 50 du périodique The Times.